# Phebellia crassiseta
Phebellia crassiseta är en tvåvingeart som först beskrevs av Aldrich och Herbert John Webber 1924.  Phebellia crassiseta ingår i släktet Phebellia och familjen parasitflugor. Inga underarter finns listade i Catalogue of Life.